# COBie
COBie（Construction Operations Building Information Exchange）は スペースや設備などの管理資産情報に関連する国際標準である。BIMによる構築された資産の設計、建設、管理へのアプローチと密接に関連しており、USACEのBill Eastにより考案された。彼は2007年6月にパイロット規格を作成していた。
COBieは設備リスト、製品データシート、保証、スペアパーツリスト、予防メンテナンススケジュールなどの原点の重要なプロジェクタデータをキャプチャして記録するのに役立つ。この情報は構築された資産が利用可能になった際に運用、メンテナンス、資産管理を支援するために不可欠である。
2011年12月には米国建築科学研究所により米国建築情報モデル(NBIMS-US)規格の1部として承認された。
COBieは計画、設計、建設、依頼、運用、保守、資産管理のソフトウェアに組み込まれている。スプレッドシートやSTEP-Part 21 (IFCファイルフォーマットとも呼ばれる)、ifcXMLなどの承認されたフォーマットをいくつかとることができる。2013年初めにbuildingSMARTがCOBieとCOBieLite用の軽いXMLフォーマットを開発しており、これは2013年4月にレビュー可能となった。
2014年9月にはCOBieに関する実施規則が英国規格"BS 1192-4:2014 Collaborative production of information Part 4: Fulfilling employer’s information exchange requirements using COBie – Code of practice"として発行された。